# Amerykanie pochodzenia kornwalijskiego
Amerykanie Kornwalijscy – obywatele lub rezydenci Stanów Zjednoczonych, którzy utożsamiają się ze swoimi kornwalijskimi korzeniami. Amerykańskie Biuro Cenzusowe nie uznaje tego pochodzenia, nie można więc go podać w spisie ludności. W Wielkiej Brytanii Kornwalijczycy są jednak uznawani za oddzielną grupę etniczną.

## Migracja kornwalijska
Kornwalijczycy nie wykształcili silnego poczucia odrębności narodowej, dlatego też wielu z nich łatwo asymilowało się z innymi brytyjskimi osadnikami w USA. Niemniej jednak ślady po osadnictwie Kornwalijczyków widać w tym kraju do dziś. Część ludności która zamieszkuje Wyspę Tangier w Zatoce Chesapeake w Wirginii mówi po angielsku z silnym akcentem kornwalijskim, są oni potomkami kornwalijskich osadników którzy przybyli tutaj w 1686.
Upadek przemysłu wydobywczego, który miał miejsce w Kornwalii w XIX wieku, zbiegł się w czasie z odkryciem wielu złóż mineralnych w Stanach Zjednoczonych. Wielu mieszkańców Kornwalii opuściło rodzinne strony i wyemigrowała do USA, Walii i innych części Wielkiej Brytanii. Szacuje się, że między 1861 a 1901 jedna piąta mężczyzn opuściła ten region w poszukiwaniu pracy. Wraz z wcześniejszymi (od 1841) migracjami, do roku 1901 z Kornwalii wyjechało około 250 000 ludzi.
Migrowano wówczas głównie do USA, gdzie Kornwalijczycy osiadali przede wszystkim w miastach portowych Wschodniego Wybrzeża, na przykład w Nowym Jorku. Duża liczba przybyszy z Kornwalii osiedliła się także w Kalifornii, Wisconsin, Pensylwanii i Michigan. Jednym z obszarów zamieszkanych przed znaczną liczbę Kornwalijczyków był Mineral Point w Wisconsin, gdzie większość z nich znalazła zatrudnienie w górnictwie. Było ich tam tak dużo, że w 1845 ponad połowa mieszkańców była pochodzenia kornwalijskiego.

## Kultura kornwalijska w USA
Ślady obecności Kornwalijczyków widać w Mineral Point, gdzie w restauracjach często podaje się ich tradycyjne potrawy, na przykład Cornish pasty.
W Kalifornii znajduje się wiele pomników i inskrypcji upamiętniających wkład Kornwalijczyków w zasiedlaniu tego regionu. W Grass Valley i jego okolicach, tradycyjnie śpiewa się kornwalijskie kolędy, odbywają się kornwalijskie święta, serwuje się tradycyjne potrawy oraz odbywają się w nim zawody zapaśnicze na zasadach kornwalijskich. Część mieszkańców tego miasta rzeczywiście jest potomkami kornwalijskich górników. Miasto Grass Valley współpracuje z Bodmin w Kornwalii.